# Winter (film)
Winter är en amerikansk animerad kortfilm från 1930. Filmen ingår i Silly Symphonies-serien.

## Handling
Filmens handling skildrar vintern och handlar om ett gäng djur som gör diverse vinteraktiviteter, bland annat skridskoåkning.

## Om filmen
Filmens handling följer samma tema som Disneys tidigare filmer I vårens tid, Summer och Autumn som skildrar våren, sommaren och hösten och som också ingår i Silly Symphonies-serien.